# John Francis Crowley

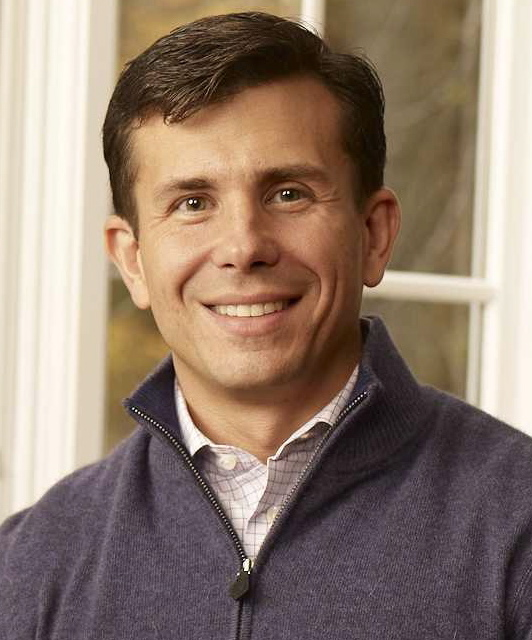
John Francis Crowley (2009)

John Francis Crowley (* 7. April 1967 in Englewood, Bergen County, New Jersey) ist ein US-amerikanischer Rechtsanwalt, Offizier, Biotechmanager und Unternehmer. Er ist der Gründer mehrerer Biotechunternehmen, die sich mit der Heilung von Erbkrankheiten beschäftigen.

## Werdegang
John Francis Crowley graduierte 1985 an der Bergen Catholic High School. Dann besuchte er zwischen 1986 und 1987 die US-Marineakademie in Annapolis (Maryland). Danach machte er einen Bachelor of Science in Foreign Service (BSFS) an der Georgetown University. Crowley ging ab 1989 auf die University of Notre Dame Law School, wo er 1992 seinen Juris Doctor erhielt. Während dieser Zeit heiratete er 1990 Aileen Holleran. Nach seinem Abschluss fing er als Prozessmitarbeiter bei der Health Care Practice Group von der in Indianapolis gegründeten Kanzlei von Bingham Summers Welsh & Spilman an. Er graduierte 1997 an der Harvard Business School mit einem MBA und arbeitete dann für eine Unternehmensberatung in San Francisco.
Bei den zwei jüngsten seiner Kinder, Megan und Patrick, wurde 1998 eine schwere neuromuskuläre Erbkrankheit, Glykogenspeicherkrankheit Typ II, auch Morbus Pompe genannt, diagnostiziert. Aufgrund des sich verschlechternden Gesundheitszustandes der Kinder zog die Familie nach Princeton (New Jersey), um in der Nähe von Ärzten zu sein, die auf diese Erbkrankheit spezialisiert sind. Crowley arbeitete dort für Bristol-Myers Squibb, wo er im Laufe der Zeit mehrere Managementpositionen bekleidete. Frustriert vom langsamen Fortschreiten der Forschung in Morbus Pompe, verließ Crowley im März 2000 Bristol-Myers Squibb. Er nahm eine Position als CEO bei Novazyme, einem Start-up-Unternehmen im Biotechsektor in Oklahoma City, an, das führend bei der Erforschung einer neuen experimentellen Behandlung bei dieser Erbkrankheit war.
Infolge eines Artikels über Crowley wurde Novazyme 2001 durch Genzyme Corporation, das drittgrößte Biotechnologieunternehmen der Welt, erworben. Unter der Leitung von Genzyme konnte im Januar 2003 bei Megan und Patrick Crowley mit einer Enzymersatztherapie begonnen werden. John Crowley glaubte, dass damit das Leben seiner Kinder gerettet werden würde. Die Kinder sind heute immer noch auf die Beatmungsgeräte angewiesen. Der Erwerb von Novazyme durch Genzyme und Crowleys Kampf gegen Morbus Pompe waren in der Harvard Business School Case Study, Novazyme: A Father’s Love dokumentiert.
Crowley wechselte zu Orexigen Therapeutics, wo er 2003 Präsident und CEO wurde. Danach war er bei Amicus Therapeutics, gegründet in Cranbury (New Jersey), tätig, wo er im Januar 2005 ebenfalls zum Präsidenten und CEO ernannt wurde. Ferner diente er in der United States Navy Reserve als Nachrichtenoffizier. Er unternahm 2007 eine sechsmonatige Dienstreise zum Center for Naval Intelligence in Virginia. Crowley ist gegenwärtig einer Navy Reserve Einheit des United States Special Operations Command zugeteilt.
John Francis Crowley ist der Träger eines Ehrendoktortitels der Neumann University in Aston (Pennsylvania), wo er auch die Abschlussrede hielt. Ferner ist er ein Mitglied des Henry-Crown-Programms am Aspen Institute.

## Bücher und Film
Die Pulitzer-Preisgewinnerin Geeta Anand verfasste im Wall Street Journal einen Artikel über Crowley. Im Anschluss daran vertiefte sie ihre Arbeit und brachte schließlich 2006 ein Buch heraus.
Angeregt durch Anands Buch und Crowleys Familie erwarben Harrison Ford und Double Feature Films die Filmrechte an dem Werk. Im April 2009 begann CBS Films mit den Dreharbeiten. Der Film, Ausnahmesituation, kam am 22. Januar 2010 landesweit in die Kinos. Die Regie hatte Tom Vaughan, und zu der Filmbesetzung zählten Brendan Fraser (John Crowley), Keri Russell (Aileen Crowley) und der ausführende Produzent Harrison Ford, der den erdachten „Dr. Robert Stonehill“ spielte. Dr. Stonehill entstand aus einer Vielzahl von Wissenschaftlern und Forschern, mit denen Crowley über die Jahre zusammengearbeitet hatte. John Crowley verfasste zusammen mit seiner Frau und Ken Kurson ein gemeinsames Buch. Es wurde durch die New Market Press im Januar 2010 herausgegeben, zeitgleich zum Filmstart.

## Politisches Wirken
Im Frühjahr 2008 wurde Crowley in New Jersey häufig als potentieller Kandidat für die republikanische Nominierung für den US-Senat genannt, wo er nach erfolgreichen Vorwahlen gegen den amtierenden Demokraten Frank Lautenberg antreten sollte. Obwohl Crowley zu Anfang ablehnte, zeigten Berichte vom 4. April 2008 an, dass er das Rennen für sich verbuchen würde, wenn er bis zum Stichtag am 7. April antrat. Die Spekulationen über seine Nominierung endeten am 6. April endgültig, als Crowley noch einmal verkündete, dass er nicht für den US-Senat antreten würde.
Crowley war als Ehrenvorsitzender der Building the New Majority, einem Continuing Political Committee, tätig. Ferner war er in zahlreichen Fällen öffentlicher Ordnung (public policy) verwickelt, insbesondere seltener Erbkrankheiten und Gesundheitsfürsorgemängel. Am 22. Juli hielt er vor mehreren Hundert Kongressangestellten im Cannon House Caucus Room eine Rede zum Thema „Biotechnologiemedizin und die Sicherung der Patientensicherheit“.